# Derby pie
La derby pie è una crostata al cioccolato e noci in una base di pasta frolla. È realizzato con noci e gocce di cioccolato. La torta è stata creata al Melrose Inn di Prospect, Kentucky (Stati Uniti) da George Kern con l'aiuto dei suoi genitori, Walter e Leaudra. È spesso associato al Kentucky Derby.

## Storia
La derby Pie è stata creata nel 1950 dal Melrose Inn di Prospect in Kentucky come specialità di pasticceria. I proprietari del ristorante e gli ideatori della derby pie erano Walter e Leaudra Kern, che ricercavano costantemente la ricetta ottimale per la loro creazione. Sono stati assistiti dal figlio George Kern. Il nome "derby pie" fu scelto perché i vari membri della famiglia avevano ciascuno un nome diverso per la creazione, quindi per risolvere il dilemma dei nomi misero i vari nomi in un cappello e tirarono fuori il foglietto con su scritto "derby pie".
Il nome "derby pie" è un marchio registrato di Kern's Kitchen, che ha registrato il nome nel 1968. L'azienda utilizza il nome nella forma "DERBY-PIE" nelle documentazioni ufficiali e nelle pubblicità. La ricetta è tenuta segreta, conosciuta solo da un piccolo gruppo di membri della famiglia Kern e da un singolo impiegato di Kern's Kitchen (che effettivamente realizza la torta al giorno d'oggi). Kern's Kitchen protegge diligentemente il marchio e ha intentato più di 25 cause legali per proteggerlo nel corso degli anni. I creatori di torte simili hanno dovuto usare un nome diverso come "Pegasus pie", un riferimento alla Pegasus Parade al Kentucky Derby Festival, e May Day pie, in riferimento al primo sabato di maggio, il giorno del Kentucky Derby.
Dopo aver lasciato il Melrose Inn nel 1960, la famiglia Kern ha continuato a preparare la torta derby per clienti selezionati. Nel 1969 hanno registrato il nome "derby pie" sia al governo statale del Kentucky che all'Ufficio brevetti e marchi degli Stati Uniti . Da allora, il marchio è stato costantemente rinnovato come marchio registrato federale. Alan Rupp, nipote di Walter e Leaudra Kern, ha ripreso il business delle derby pie nel 1973, difendendo religiosamente il marchio. Parte di questa difesa include il perseguire un contenzioso contro vari libri di cucina che hanno associato torte simili alla derby pie. Un giudice federale nell'aprile 1982 si è pronunciato contro un libro di cucina locale e ha chiesto che il libro di cucina fosse ritirato in modo che la pagina con la ricetta della derby pie potesse essere rimossa. La rivista di cucina Bon Appetit ottenne una vittoria temporanea nel maggio 1987 quando un giudice decretò il nome "derby pie" generico, ma la Corte d'Appello del Sesto Circuito degli Stati Uniti annullò la decisione, affermando che la rivista Bon Appetit "non riuscì a introdurre prove di indagine scientifica per sostenere la loro affermazione che il pubblico considera la derby pie generica". Al riguardo, i tribunali distrettuali federali hanno continuato a schierarsi a favore della Kern's Kitchen. L'avvocato di Kern, Don Cox, ha stimato nel 2008 che la società aveva citato in giudizio 25 volte per proteggere il suo marchio.
Nel maggio 2013, l'Electronic Frontier Foundation ha inserito Kern's Kitchen nella sua "Takedown Hall of Shame", affermando che "l'azienda dietro il dolce più conteso d'America sta dando la caccia a singoli siti web che pubblicano nuove ricette di derby pie".

### Causa contro il giornale di Louisville, Kentucky
Il proprietario di DERBY-PIE, Alan Rupp, ha inviato una lettera al Louisville Courier-Journal sostenendo che un articolo pubblicato nel 2017 e contenente una ricetta della derby pie "costituiva una violazione consapevole del suo marchio". Poche settimane dopo il giornale ha pubblicato un articolo su un panettiere locale che produceva macarons con il sapore derby pie, spingendo così il signor Rupp a presentare la sua causa in una corte federale in Kentucky.
Il tribunale inferiore ha respinto tutti i ricorsi, specificando che il signor Rupp non ha "stabilito in modo plausibile che ci sia un rischio di confusione per il consumatore" tra il marchio DERBY-PIE e la torta fatta in casa.
L'11 gennaio 2021, una corte d'appello federale ha confermato l'esito del tribunale inferiore, scrivendo che "il Courier-Journal ha usato la frase derby pie in un modo del tutto descrittivo" e che "possiamo affermare con certezza che il Courier-Journal non ha usato derby pie in violazione del marchio registrato".
La causa del signor Rupp mancava anche di un elemento chiave: la somiglianza, ha scritto la corte, aggiungendo che erano le stesse prove del signore a rivelare che "nessun lettore poteva pensare che una cosiddetta derby pie contenente bourbon e senza vaniglia provenisse dalla società o dalle società associate a DERBY-PIE".